# Betongblandare (drink)
Betongblandare är en drink bestående av Baileys och limejuice. Drycken har fått sitt namn efter hur den intas, den blandas i munnen och då förändras dess konsistens och textur. Först hälls Baileys i ett glas och sedan hälls lite limejuice uppe på ytan. Glaset sveps, och blandas i munnen, gärna genom att skaka på huvudet, vilket ska motsvara en betongblandare. Syran i limejuicen får kaseinet i den gräddbaserade likören att skära sig, vilket ska uppfattas som att den liknar lös cement och upplevelsen ska skapa starka reaktioner hos den som dricker och den fastnar i tänderna och gommen.
Det är typiskt en partydrink som tas tillsammans med vänner, som skakar på huvudet tillsammans och förfasas över hur drycken ändrar textur.
Betongblandarens historia, dess upphovsman och namngivare, är inte känd. Det finns källor som har nämnt både att den etablerades i USA på 1970-talet och i England på 1980-talet.